# Compagnia del Santo Sacramento
La Compagnia del Santo Sacramento (Compagnie du Saint Sacrément) fu una società segreta cattolica francese che comprendeva tra i suoi membri molte celebrità cattoliche del XVII secolo. Era detto anche parti devot (partito dei devoti).

## Fondazione
Fu fondata nel marzo del 1630, al convento dei Cappuccini in via Faubourg Saint-Honoré da Henri de Levis, Duca di Ventadour, che aveva appena accompagnato sua moglie al Convento di Monte Carmelo; Henri de Pichery, ufficiale di Luigi XIII; Jacques Adhemar de Monteil de Grignan, futuro vescovo di Saint-Paul-Trois-Châteaux, e Philippe d'Angoumois, il Cappuccino. Tra gli affiliati, vanno menzionati padre Suffren, un gesuita, confessore di Luigi XIII e Maria de' Medici; il figlio e il nipote di Gaspard II de Coligny, l'ammiraglio protestante, e Charles de Condren, generale degli Oratoriani. Nel 1631, quest'associazione fu chiamata Compagnia del Santissimo Sacramento. Fu organizzata sotto l'autorità di un consiglio composto da nove membri, sostituiti ogni tre mesi, e che comprendevano un superiore, generalmente laico, e un direttore spirituale, che era un religioso. Gli associati si riunivano settimanalmente e la loro organizzazione era al contempo una confraternita pia, una società caritatevole, e un'associazione militante in difesa della Chiesa.

## Società segreta
La Compagnia era assolutamente segreta. Luigi XIII occultamente la sosteneva, ma non desiderò mai rilasciarle una patente di legalità. L'arcivescovo Gondi di Parigi rifiutò la sua benedizione alla compagnia anche se, nel 1631, Luigi XIII gli scrisse una lettera personale, chiedendogli che concedesse tale benedizione. Il breve ottenuto da papa Urbano VIII nel 1633 dal Conte di Brassan, uno dei membri, non ebbe alcuna importanza e la compagnia, ansiosa di assicurarsene uno nuovo, ottenne solo alcune indulgenze che essa non volle accettare, perché non desiderava essere considerata una semplice confraternita. Gianfrancesco Guidi di Bagno, nunzio apostolico dal 1645 al 1656 partecipò spesso alle riunioni della compagnia, ma la sua esistenza non venne mai riconosciuta regolarmente da un documento ufficiale di Roma. Il voto di segretezza obbligava i membri a "non parlare della compagnia a coloro che non appartenevano ad essa e a non rivelare mai i nomi degli affiliati". I nuovi membri venivano eletti dal consiglio e presto si decise che nessun congréganiste, cioè membro di una congregazione laica diretta da ecclesiastici, potesse essere eletto. Problemi di natura delicata non venivano discussi nel corso delle sedute settimanali, perché ad esse partecipavano un centinaio di membri, ma erano esaminati in sedute riservate del consiglio. La compagnia non stampava nulla e la conservazione di minute scritte era fatta con enorme cautela. Vi erano cinquanta filiali importanti fuori Parigi, di cui circa una trentina sconosciute anche ai vescovi.

## Affiliazione
Tra gli altri membri figuravano Francesco Luigi di Borbone-Conti, il Maresciallo de Schomberg, il Barone de Renty, il Magistrato Guillaume de Lamoignon, de Mesnes, e Le Fèvre d'Ormesson; il beato Alano di Solminihac; san Vincenzo de' Paoli, Jean-Jacques Olier e Jacques-Bénigne Bossuet.

## Opere
L'associazione lavorava con molto zelo per correggere abusi tra il clero e nei monasteri per assicurare il buon comportamento nelle chiese, per procurare missioni per le parrocchie di campagna, e spingeva per creare un Seminario delle Missioni Estere per l'evangelizzazione dei non cattolici. Cercò anche di riformare la morale del laicato, incoraggiando fattivamente la crociata del marchese de Salignac-Fénelon contro i duelli. Inoltre, si interessava alla cura dei poveri, al miglioramento degli ospedali, e all'amministrazione delle galere e delle prigioni; e perché i poveri potessero ottenere consigli legali, creò quelli che oggi sono noti come secrétariats du peuple. Essa proteggeva le confraternite dei calzolai e dei sarti organizzate dal Barone de Renty, e assisteva San Vincenzo de' Paoli nella maggior parte delle sue imprese. Nel 1652, quando Luigi XIV, vincitore della Fronda rientrò a Parigi e la città fu invasa da contadini, religiosi in fuga, preti affamati, i membri della compagnia moltiplicarono i loro sforzi generosi, chiesero elemosine al loro confratelli fuori Parigi, inviarono sacerdoti a raccogliere le confessioni dei malati decimati dalla guerra, e fondarono società parrocchiali per il sostegno dei poveri, e creò a Parigi un grande magazzino pieno di provviste, abiti e attrezzi agricoli da distribuire tra i contadini poveri. A quel tempo la compagnia spese 380.000 lire (pari a 285.000 euro) in donazioni ogni anno. Infine, svolse un ruolo fondamentale nel determinare la creazione dell'Ospedale generale dove Christophe du Plessis, il magistrato e san Vincenzo de' Paoli, organizzarono gli ospedali per mendicanti.
La compagnia mirava ad aumentare le conversioni e organizzava la predicazione di missioni per i Protestanti in Lorena, nel Delfinato e nel Limosino, e fondò istituzioni a Parigi, Sedan, Metz e Puy per giovani convertiti dal Protestantesimo. Inoltre, lottò per sopprimere gli oltraggi perpetrati dai protestanti contro la religione cattolica e si oppose all'oppressione dei cattolici da parte dei Protestanti in una città protestante come La Rochelle. Infine, senza cercare la revoca dell'Editto di Nantes, la Compagnia rimase comunque costantemente in allerta, affinché non venisse fatta alcuna concessione ai Protestanti oltre a quello che il testo formale dell'editto chiedesse e i suoi membri inviarono documenti a Jean Filleau, un avvocato di Poitiers, che, per 22 anni emise "sentenze Cattoliche" da un punto di vista giuridico, sull'interpretazione dell'Editto di Nantes. Le proteste dell'assemblea generale del clero nel 1656 contro le trasgressioni dell'editto da parte dei Protestanti fu il risultato di un lungo lavoro documentale preparato dai suoi membri. Nel 1660, François Lechassier, che fu Maître des Comptes e anche un affiliato alla compagnia, inviò a tutte le filiali del paese un questionario di 31 articoli, cioè una serie di domande stilate con lo scopo di aiutare l'inchiesta, sulla trasgressione dell'Editto di Nantes da parte dei Protestanti. Le risposte furono raccolte da Toussaint de Forbin-Janson, vescovo di Digne, che prese parte attiva nell'assemblea del clero, con il risultato di inviare commissari nelle provincie allo scopo di raddrizzare questi abusi. Ma, a sua volta, la compagnia violò l'Editto di Nantes (il cui art. 27 dichiarava gli Ugonotti completamente eleggibili a cariche pubbliche), e, mediante manovre segrete, un giorno impedì a 25 giovani protestanti di essere assunti come legali al Parlamento di Parigi. "I membri ritennero che stessero facendo bene", spiegò Père de la Briere "ciononostante, se consideriamo la loro intenzione, la vera natura del loro atto e il loro modo di procedere, è impossibile dubitare che fossero colpevoli di iniquità". Secondo la testimonianza di padre Rapin e del Conte d'Argenson, queste procedure della Compagnia costituirono il punto di partenza della politica che sarebbe culminata nel 1685 nella revoca dell'Editto di Nantes.

## Declino
L'anno 1660 vide il declino della compagnia. In conseguenza di incidenti occorsi a Caen, essa venne vigorosamente attaccata in un libello di Charles du Four, abate di Aulnay, e denunciata al cardinale Giulio Mazzarino da François de Harlay de Champvallon, arcivescovo di Rouen. Il 13 dicembre 1660 i membri tennero un'ultima assise generale in cui, tra espressioni di rammarico e di grande emozione, fu deciso di sospendere le riunioni del mercoledì e di aggiungere "dieci o venti anziani" ai membri del consiglio in modo che la compagnia potesse continuare ad agire temporaneamente; quindi questi anziani e il consiglio selezionarono otto persone che dovevano corrispondere alle filiali del paese, uno dei quali era Bossuet. Alla stessa data il Parlamento emise un decreto che proibiva ogni assemblea, confraternita, congregazione e comunità illecita, ma Lamoignon, un membro della compagnia e primo presidente, riuscì a impedire che essa venisse citata per nome. Sembra che le riunioni del consiglio e degli anziani, che furono tenute abbastanza regolarmente nel 1664 per ottenere l'interdizione del Tartufo di Molière, cessarono quasi all'unisono nel 1665. L'Ospedale generale e la Società delle Missioni Straniere (Séminaire des Missions Étrangères) continuarono a esistere come retaggio di quest'associazione che Mazarino e molti storici ostili, venuti dopo di lui, chiamarono spregiativamente la "Cabala dei Devoti", la cabale des dévôts.